# Tuta (correo electrónico)
Tuta, anteriormente Tutanota es un software de correo electrónico de código abierto y libre que ofrece correo web encriptado, ha sido desarrollado y proporcionado por una empresa alemana, Tutanota GmbH, desde 2011.
El nombre Tuta deriva de la palabra latina tuta que significa "seguro".

## Historia
Tutanota GmbH es uno de los pocos proveedores de correo electrónico cifrado. La empresa se fundó en 2011 en Hannover, Alemania, donde se encuentra su domicilio social. Los fundadores Arne Möhle y Matthias Pfau afirman haber desarrollado Tutanota para defender la privacidad en línea. Cuando Edward Snowden reveló los programas de vigilancia masiva de la NSA como XKeyscore en 2013, su opinión se generalizó aún más.
Tutanota emplea actualmente a catorce personas. En 2014, el software pasó a ser de código abierto y puede ser controlado por personas externas. Hasta el momento se han realizado 123 publicaciones y doce personas han contribuido al proyecto. La aplicación web y la aplicación móvil son ambas de código abierto. 
Cualquiera puede verificar su seguridad en GitHub.
En marzo de 2017, Tutanota tenía más de 2 millones de usuarios registrados mientras que en junio de 2023 se declararon 10 millones. Desde un principio, el modelo de negocio de Tutanota ha descartado ganar dinero a través de la publicidad. La financiación de la empresa se basa en donaciones y suscripciones denominadas Premium y Teams.

### Nuevo nombre
En noviembre de 2023, Tutanota ha pasado a llamarse Tuta, con un dominio de internet corto y fácil de deletrear de cuatro letras: tuta.com.

## Cifrado
Tutanota ofrece cifrado de extremo a extremo de los mensajes de correo electrónico enviados desde una cuenta de Tutanota a otra. Tutanota también cifra todos los contactos. Inicialmente, el programa estaba conectado a Outlook y se podía cifrar un mensaje de correo electrónico con solo presionar un botón. Si el destinatario no tenía el software adecuado, recibía una contraseña y un enlace por SMS para descifrarlo. Hoy en día, para los destinatarios externos que no utilizan Tutanota, se envía un hipervínculo a una cuenta temporal de Tutanota. Después de ingresar una contraseña previamente intercambiada, el destinatario puede leer el mensaje y responder de manera encriptada.

## Propiedad
Si se olvidan o se pierden las contraseñas de acceso al buzón y en caso de invalidez por resultados inesperados (error humano o técnico), se pueden restaurar ambas con un código de recuperación personal para anotar al crear una nueva cuenta y para no perder el acceso. Al restablecer la cuenta, los mensajes de correo electrónico existentes almacenados en la bandeja de entrada (tanto enviados como recibidos y con los adjuntos correspondientes) vuelven a ser legibles al iniciar sesión en las siguientes ocasiones.

## Cancelación de cuenta
Tutanota elimina las cuentas gratuitas que no han iniciado sesión durante 6 meses.

## Tipos de cuenta
Tutanota ofrece cuentas gratuitas y de pago. Los usuarios con una cuenta gratuita tienen 1 GB de espacio para su correo electrónico, mientras que los usuarios con una cuenta de pago pueden, por ejemplo, utilizar sus dominios de Internet con Tutanota.

### Revisiones
Lamentablemente, en febrero de 2021 eliminó sin previo aviso dos funcionalidades de la suscripción Premium: el envío de invitaciones de calendario y la adición de múltiples dominios. Una semana después las restauró hasta su caducidad sólo a quienes, antes del cambio, las tenían activas.

## Funcionalidades
Lista no exhaustiva.

### Aplicación Tutanota
Desde 2015, Tutanota ha desarrollado una aplicación móvil para Android e iOS que encripta automáticamente todo el correo electrónico.

### Autenticación de dos factores
Es compatible con U2F (segundo factor con un token de hardware, para el que es necesario comprar por separado cualquier llave que soporte el estándar, como una Nitrokey o YubiKey) y TOTP (segundo factor con una aplicación de autenticación como Google Authenticator o Authy), mientras que no admite el segundo factor por mensaje corto.

### Calendario
Es un sistema de calendario de software colaborativo cifrado de extremo a extremo diseñado por Tutanota y una parte integral del cliente de correo electrónico (servicio gratuito).

### Etiqueta blanca
Cuando un usuario solicita esta función, puede habilitar el inicio de sesión en su dominio, cambiar la apariencia para que se adapte a sus necesidades y crear formularios de contacto seguros para los clientes (uso business).

### Idiomas admitidos
Tutanota está disponible en unos 30 idiomas, incluido el español. Se traduce a través de un proyecto de código abierto y utilizando Phraseapp, una herramienta diseñada para la traducción de software desde una startup en Hamburgo. Otros idiomas disponibles son: alemán, árabe, búlgaro, catalán, checo, chino, coreano, danés, eslovaco, estonio, finés, francés, gallego, japonés, hebreo, holandés, húngaro, indonesio, inglés, italiano, polaco, portugués de Brasil, portugués de Portugal, rumano, ruso, sueco, tailandés, turco, ucraniano y vietnamita.

### Integración de contactos
Con esta actualización, a partir de 2024 los contactos cifrados, sincronizados con dispositivos móviles, podrán utilizarse como contactos principales.

### Medidas contra la suplantación de identidad
Tutanota nunca pide que se haga clic en un enlace para confirmar o actualizar las credenciales de inicio de sesión y proporciona una dirección de correo electrónico dedicada a la que se pueden reenviar los posibles mensajes de phishing recibidos en la bandeja de entrada.

### Memorización
Tutanota utiliza la compresión de correo electrónico y ofrece paquetes de archivo a partir de 10 gigabytes.

### Navegadores compatibles
Actualmente, Tutanota es compatible con los siguientes navegadores, aunque algunos de ellos puedan ahora resultar obsoletos:
- BlackBerry 10
- Google Chrome (escritorio, Android)
- Internet Explorer desde la versión 10 (escritorio)
- Microsoft Edge
- Mozilla Firefox (escritorio)
- Opera (escritorio, Android)
- Safari desde la versión 6.1 (escritorio, iOS)

- Tor (The Onion Router)[34]

### Protocolo TutaCrypt
En 2024 habilita en todas las cuentas Tuta de nueva creación y amplía gradualmente a las ya existentes el primer protocolo de cifrado post-cuántico para correos electrónicos con fuerte protección, combinando algoritmos de última generación de seguridad cuántica con algoritmos tradicionales.

## Ubicación de los servidores
Los servidores están ubicados en un centro de procesamiento de datos alemán. Todos los datos guardados están sujetos a las leyes de protección de la privacidad de manera compatible con el procesamiento de datos de acuerdo con el reglamento europeo RGPD.  

## Ataques DDoS
Los días 27 de agosto y 6, 7, 10 y 13 de septiembre de 2020, Tutanota sufrió ataques DDoS que hicieron que el servicio no estuviera disponible para los usuarios, ya que el bloqueo excesivo de IP para combatir ataques provocó que cientos de usuarios no pudieran acceder a él.
Desde entonces, una página de estado les dice a los usuarios si el servicio está temporalmente inactivo o activo.

## Censuras

### 2018
Los usuarios de Internet de Comcast no pudieron acceder a sus bandejas de correo electrónico a principios de marzo de 2018 debido a que Comcast bloqueó el acceso a Tutanota durante unas 18 horas.

### 2019 e 2020
Tutanota ha sido bloqueado en Egipto desde octubre de 2019 y bloqueado en Rusia desde febrero de 2020 por razones desconocidas (aunque se cree que están vinculadas a acciones recientes contra servicios que operan fuera del país, particularmente aquellos que involucran comunicaciones encriptadas).
En 2020, algunos clientes del operador estadounidense de red celular AT&T informaron de problemas para acceder al servicio de correo electrónico que duraron unas dos semanas.

### 2022
Microsoft ha bloqueado las direcciones de correo electrónico de Tutanota para registrar una cuenta de Microsoft Teams en el 2022; la solicitud de resolución, inicialmente ignorada, ha sido retomada posteriormente.
En el Reino Unido, los usuarios de ThreeUK no podían acceder a los buzones en conexiones móviles desde noviembre de 2022. El problema no se ha solucionado aunque la causa podía ser un filtro aplicado de manera equivocada.

### 2023
En noviembre y diciembre de 2023 se reportan problemas con la entrega de mensajes de Tuta a Outlook y, aunque no haya bloqueos activos de las direcciones IP del servidor destinatario, parece que los correos electrónicos sean filtrados y marcados como spam.

## Nuevo nombre
Tutanota ha cambiado su nombre por el de Tuta en noviembre de 2023, con un dominio corto y fácil de deletrear de cuatro letras: tuta.com.